# Красногрудый пушистый погоныш
Красногрудый пушистый погоныш (лат. Sarothrura rufa) — вид журавлеобразных птиц из семейства Sarothruridae. Распространён в Африке южнее Сахары.
Птица длиной 15—17 см и весом 30—46 г. У самцов голова, шея, горло и грудь красновато-коричневые; спина, брюхо и крылья чёрные с белыми линиями. Хвост чёрный. У самки верхняя часть тела тёмно-коричневая, нижняя — светло-коричневая.
Обитает в дождевых лесах, вторичных лесах, на плантациях, заболоченных лугах, как правило, недалеко от водоёмов. Питается насекомыми и семенами. Период размножения совпадает с сезоном дождей.